# Dinarolacerta
Dinarolacerta is een geslacht van hagedissen uit de familie echte hagedissen (Lacertidae).

## Naam en indeling
De wetenschappelijke naam van de groep werd voor het eerst voorgesteld door Edwin Nicholas Arnold, Oscar J. Arribas en Salvador Carranza in 2007. De soorten behoorden vroeger tot het geslacht Lacerta, waardoor de oude namen in de literatuur nog worden gebruikt.
Er zijn twee soorten, de soort Dinarolacerta montenegrina werd pas in 2007 voor het eerst wetenschappelijk beschreven.

## Verspreiding en habitat
De soorten komen voor in delen van oostelijk Europa en leven in de Balkan. De hagedissen komen voor in de landen Albanië, Bosnië en Herzegovina, Kroatië en Montenegro.

## Beschermingsstatus
Door de internationale natuurbeschermingsorganisatie IUCN is aan beide soorten een beschermingsstatus toegewezen. Dinarolacerta montenegrina wordt gezien als 'veilig' (Least Concern of LC) en de mosorberghagedis staat te boek als 'kwetsbaar' (Vulnerable of VU).

## Soorten
Het geslacht omvat de volgende soorten, met de auteur en het verspreidingsgebied.
| Naam                                        | Auteur                                           | Verspreidingsgebied                          |
| ------------------------------------------- | ------------------------------------------------ | -------------------------------------------- |
| Dinarolacerta montenegrina                  | Ljubisavljević, Arribas, Džukić & Carranza, 2007 | Albanië, Montenegro                          |
| Mosorberghagedis (Dinarolacerta mosorensis) | Kolombatović, 1886                               | Bosnië en Herzegovina, Kroatië en Montenegro |